# مهران زینت‌بخش
مهران زینت‌بخش (اردیبهشت ۱۳۴۷ – ۷ مرداد ۱۴۰۴) مستندساز ایرانی بود.

## زندگی
زینت‌بخش زادهٔ تهران و فارغ‌التحصیل رشتهٔ فیلم‌سازی از مرکز آموزش فیلم‌سازی باغ فردوس بود. زینت‌بخش حرفهٔ هنری خود را در سال ۱۳۶۵ را با عکاسی و فیلم‌برداری و بازیگری شروع کرد. او در سال ۱۳۹۰ به‌دلیل «همکاری با بی‌بی‌سی فارسی» مدتی کوتاه را در زندان اوین گذراند. او کارهای گوناگونی مثل فیلمنامه‌نویسی، مستندسازی و ساخت فیلم تبلیغاتی انجام داده‌بود.
رسانه های خبری ایرانی روز ۷ مرداد ۱۴۰۴ گزارش دادند که مهران زینت بخش پس از تحمل دوره ای بیماری، درگذشته است

## آثار
- گل‌های زرد (۱۳۷۳)، فیلم کوتاه
- ستاره خموش (۱۳۷۴)دربارهٔ حسین سرشار
- خورشید بی فروغ (۱۳۷۶) دربارهٔ کودکان سرطانی
- قریه من (۱۳۸۰) دربارهٔ فریدون فروغی
- برف (۱۳۸۲) به یاد فرهاد مهراد
- من بادم و تو آتش (۱۳۸۴) دربارهٔ مولانا
- سکوت شبانه (۱۳۹۴) دربارهٔ فریدون فرخزاد